# Zdenka Podkapová
Zdeňka Podkapová, née le 6 août 1977 à Brno, est une mannequin et actrice érotique tchèque.

## Biographie
Sa jeunesse est marquée par sa passion pour la gymnastique qu'elle pratique une dizaine d'années à très haut niveau. Elle remporte à quatre reprises le championnat national et fait partie de la sélection de son pays pendant cinq ans mais doit songer rapidement à sa reconversion.
Elle pose pour sa première séance professionnelle en octobre 1996 mais choisit, à dix-huit ans, de se consacrer à ses études d'économie avant se lancer dans le une carrière de modèle.
Un photographe tchèque envoie quelques clichés au Français Christophe Mourthé qui la fait venir à Paris. Depuis 1999, elle travaille de façon régulière avec lui,, à la fois égérie et collaboratrice. Il réalise en particulier avec elle des photos au milieu d'une collection privée d'animaux naturalisés. Zdenka est encore son modèle pour l'affiche du film Gunblastvodka particulièrement remarquée en France.
En 1998, Zdeňka Podkapová contacte elle-même le magazine Penthouse qui fait d'elle la Pet of the Month en avril 1999 avant de la consacrer Pet of the Year en 2001. Considérée comme une des femmes les plus attirantes du monde, elle pose pour de très nombreux autres magazines comme Esquire, Perfect 10 ou Maxim ainsi que pour des sites internet. Elle tourne aussi dans des vidéos érotiques et dans quelques films pornographiques lesbiens, notamment pour Andrew Blake, limitant ses apparitions à des scènes strictement « softcore ».

## Filmographie

### Vidéos
- 2000 : Penthouse Pet of the Year Play-Off 2001 de Nicholas Guccione (Penthouse)
- 2000 : Secret Paris de Andrew Blake (Studio A Entertainment)
- 2000 : Hot Body Competition : Ultimate Thong-a-thon (Hot Body)
- 2000 : Decadence de Andrew Blake (Studio A Entertainment)
- 2001 : Hot Body Competition : Hotties of the Year de John Cross (Hot Body)
- 2001 : Penthouse: Pet of the Year (Penthouse)
- 2002 : Sneaky preview 57 de John Cross (Hot Body)
- 2002 : May Girls of IVOLT (comme Zdenka Popova)
- 2005 : Zdenka and Friends de James Hoffer (JMH Productions)
- 2005 : Aria's House of Ecstasy (Penthouse - compilation)
- 2006 : The Hottest Women on Earth (Infinity Studios)
- 2007 : World's Sexiest Nude Women (Infinity Studios)
- 2010 : Mark of the Whip 2 de Roman Nowicki (Teraz Film)

## Photographie

### Magazines de charme
- Penthouse (États-unis), avril 1999, Pet of the month, par Suze Randall (couverture)
- Hustler's Taboo (États-unis), mai 1999 (couverture)
- Hustler's Leg World (États-unis), décembre 1999 (couverture)
- High Society (en) (États-unis), mai 2000
- Penthouse (Japon), juin 2000 (couverture)
- Penthouse (États-unis), juin 2000, Pet of the Year Play-Off, par Suze Randall
- Velvet (États-unis), août 2000, (couverture)
- Gallery (États-unis), août 2000, par Yvonne Tollehed
- Gallery (États-unis), novembre 2000, par Suze Randall (couverture)
- Quo (Tchéquie), décembre 2000 (couverture)
- Penthouse (États-unis), janvier 2001, Pet of the Year, par Suze Randall (couverture)
- Penthouse (Allemagne), mars 2001 (couverture)
- Penthouse Letters (États-unis), juillet 2001 (couverture)
- Velvet (États-unis), juillet 2001, (couverture)
- Girls of Penthouse (États-unis), novembre-décembre 2001 (couverture)
- Best of Cheri, n°130, par Suze Randall  (couverture)
- Just Girls (Royaume-Uni), Vol. 21, n°10 (couverture)
- CKM (Pologne), n°1, 2003
- Front (Royaume-Uni), avril 2003
- Mystique Magazine presents Blondes, 2003
- High Society (en) (États-unis), février 2003
- High Society (en) (États-unis), juin 2003
- Bizarre (en) (Royaume-Uni), n°81 février 2004 (couverture)
- CKM (Pologne), n°12, 2005
- Zoo Weekly (en) (Royaume-Uni), 25 novembre 2005 (couverture)
- CKM (Pologne), n°12, 2006 (couverture)
- FHM Lingerie World Cup (Royaume-Uni), 2006
- Bizarre (en) (Royaume-Uni), n°112 juillet 2006 (couverture)

### Autres publications
- 2007 : La Femme est un art (Biographie secrète d¹un photographe érotique), Biographie de Christophe Mourthé, éditions Daktari (couverture)
- 2007 : Zdenka love, photographies par Christophe Mourthé, éditions Daktari (couverture)